# Валдфојхт
Валдфојхт (њем. Waldfeucht) општина је у њемачкој савезној држави Северна Рајна-Вестфалија. Посједује регионалну шифру (AGS) 5370032.

## Географски и демографски подаци
Општина се налази на надморској висини од 7-72 метра. Површина општине износи 30,3 km². У самом мјесту је, према процјени из 2010. године, живјело 9.207 становника. Просјечна густина становништва износи 304 становника/km².

## Међународна сарадња
| Мјесто                   | Држава               | Врста сарадње | Од    |
| ------------------------ | -------------------- | ------------- | ----- |
| Провинција Лимбург       | Белгија              | партнерство   | 2000. |
|                          | Пољска               | партнерство   | 1992. |
| Комитат Комарон-Естергом | Мађарска             | партнерство   | 1999. |
| Мидлодијан               | Уједињено Краљевство | партнерство   | 1973. |
| Провинција Лимбург       | Холандија            | партнерство   | 2000. |
| Провинција Лијеж         | Белгија              | партнерство   | 2000. |
| Ехт                      | Холандија            | контакт       | 2000. |
| Извор                    |                      |               |       |